# Adromischus bicolor
Adromischus bicolor är en fetbladsväxtart som beskrevs av Hutchison. Adromischus bicolor ingår i släktet Adromischus och familjen fetbladsväxter. Inga underarter finns listade i Catalogue of Life.